# Invictus Games (empresa)
Invictus Games es una desarrolladora de videojuegos independiente fundada en 1992 por Tamás Kozák y Ákos Diviánszky. Desarrolla una variedad de juegos como carreras, estrategia, acción, habilidad, etc. Su editor incluyó Codemasters, Activision, 1C, Gamepot, Joyzone, Vivid Games, 704 Games y Bandai Namco.
En 2006, se mudaron a una nueva oficina que les permitió emplear a más empleados.
Desde entonces, se han usado muchas tecnologías nuevas para crear juegos mejores y más optimizados, como PC y plataformas móviles. Recientemente, dos juegos más han sido un gran éxito.
Daytona Rush, un juego estilo nascar y Give It Up, es un excelente juego de ritmo.
En marzo de 2020, Invictus Games fue adquirida por el editor sueco Zordix.

## Videojuegos
| Año  | Título                         | Distribuidor(es)             | Género                      |
| ---- | ------------------------------ | ---------------------------- | --------------------------- |
| 1997 | onEscapee                      | Sadeness Software            | Acción-aventura             |
| 2000 | Insane                         | Codemasters                  | Carreras                    |
| 2002 | Street Legal                   | Activision Value             | Carreras                    |
| 2003 | Street Legal Racing: Redline   | Activision Value             | Carreras                    |
| 2004 | Monster Garage                 | Activision Value             | Simulación                  |
| 2004 | Santa Ride!                    | Invictus Games               | Carreras                    |
| 2005 | Cross Racing Championship 2005 | Project Three Interactive BV | Carreras                    |
| 2006 | L.A. Street Racing             | Groove Games                 | Carreras                    |
| 2008 | Project Torque                 | Aeria Games                  | Carreras/MMO                |
| 2009 | 4x4 Jam                        | Invictus Games               | Carreras                    |
| 2010 | Fly Fu                         | Invictus Games               | Beat 'em up                 |
| 2010 | Truck Jam                      | Invictus Games               | Carreras                    |
| 2010 | Froggy Jump                    | Invictus Games               | Acción                      |
| 2011 | Greed Corp                     | Invictus Games               | Estrategia                  |
| 2011 | Race of Champions              | Invictus Games               | Carreras                    |
| 2013 | Froggy Splash                  | Invictus Games               | Acción                      |
| 2013 | Ridge Racer Slipstream         | Bandai Namco Entertainment   | Carreras                    |
| 2014 | Pac-Man Friends                | Bandai Namco Entertainment   | Plataformas                 |
| 2014 | Miner Man                      | Invictus Games               | Acción                      |
| 2014 | Rob-O-Tap                      | Invictus Games               | Lógica                      |
| 2014 | Dustoff Heli Rescue            | Invictus Games               | Acción                      |
| 2014 | Give It Up!                    | Invictus Games               | Ritmo                       |
| 2015 | Daytona Rush                   | Invictus Games               | Corredor sin fin / Carreras |
| 2015 | Tap 'n' Slash                  | Invictus Games               | Acción                      |
| 2015 | Give It Up! 2                  | Invictus Games               | Ritmo                       |
| 2016 | Prime Time Rush                | Invictus Games               | Corredor sin fin / Carreras |
| 2016 | Dustoff Heli Rescue 2          | Invictus Games               | Acción                      |
| 2016 | Juicy Friends                  | Invictus Games               | Lógica                      |
| 2017 | Highway Getaway: Police Chase  | Vivid Games                  | Corredor sin fin / Carreras |
| 2017 | Gummy Heroes                   | Invictus Games               | Plataformas                 |
| 2017 | Give It Up! 3                  | Invictus Games               | Ritmo                       |
| 2018 | NASCAR Rush                    | Invictus Games               | Corredor sin fin / Carreras |
| 2019 | Give It Up! Plus               | Invictus Games               | Ritmo                       |
| 2019 | Give It Up! Bouncy             | Invictus Games               | Ritmo                       |
| 2019 | Give It Up! Dash               | Invictus Games               | Ritmo                       |
| 2020 | Dustoff Z                      | Invictus Games               | Acción                      |
| 2021 | Roll and Troll                 | Invictus Games               | Lógica                      |
| 2021 | Flåklypa Grand Prix            | Zordix Publishing            | Carreras                    |